# Эстафета олимпийского огня летних Олимпийских игр 1980

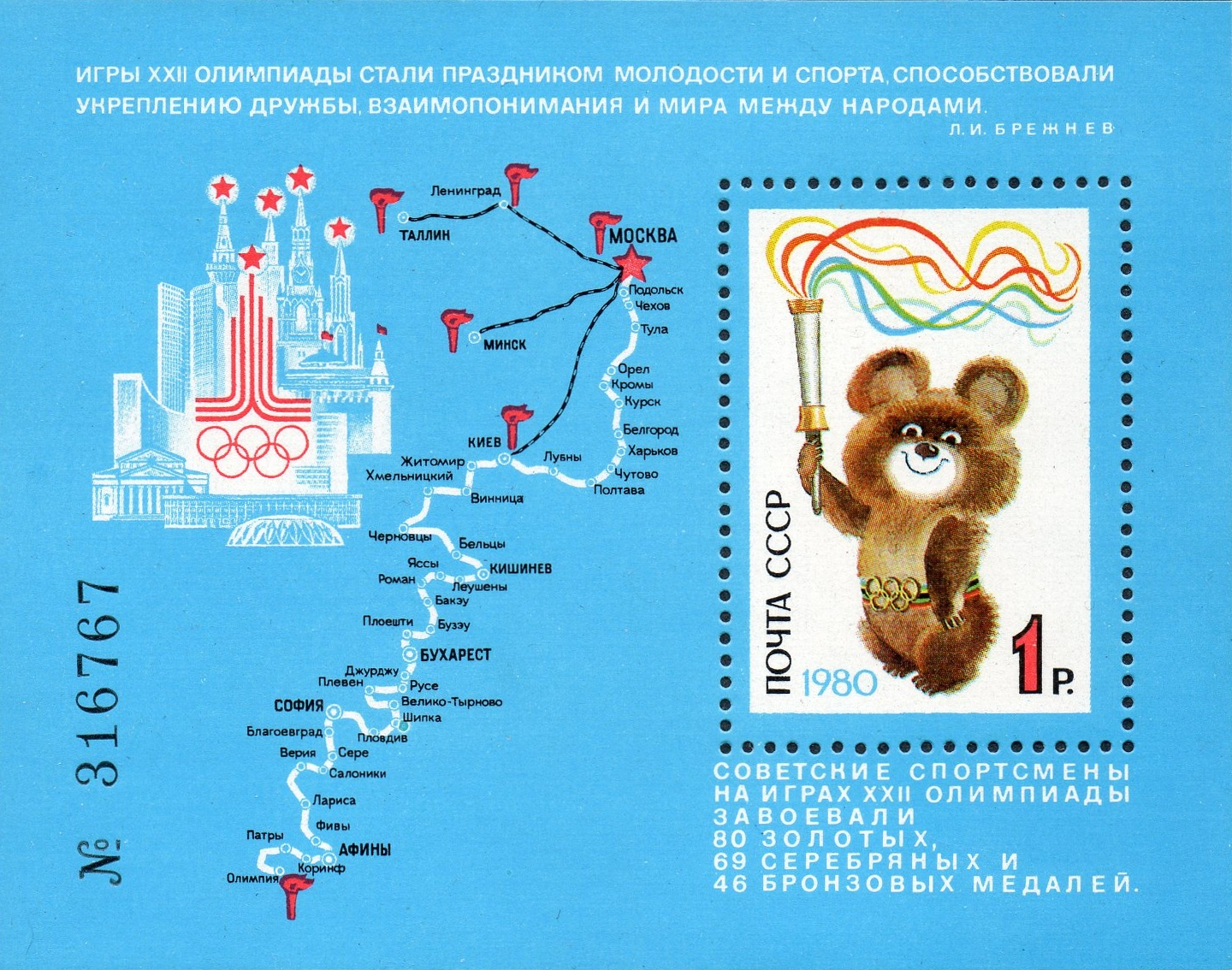
Маршрут эстафеты на почтовом блоке (Mi #5008) (СССР, 1980 год)

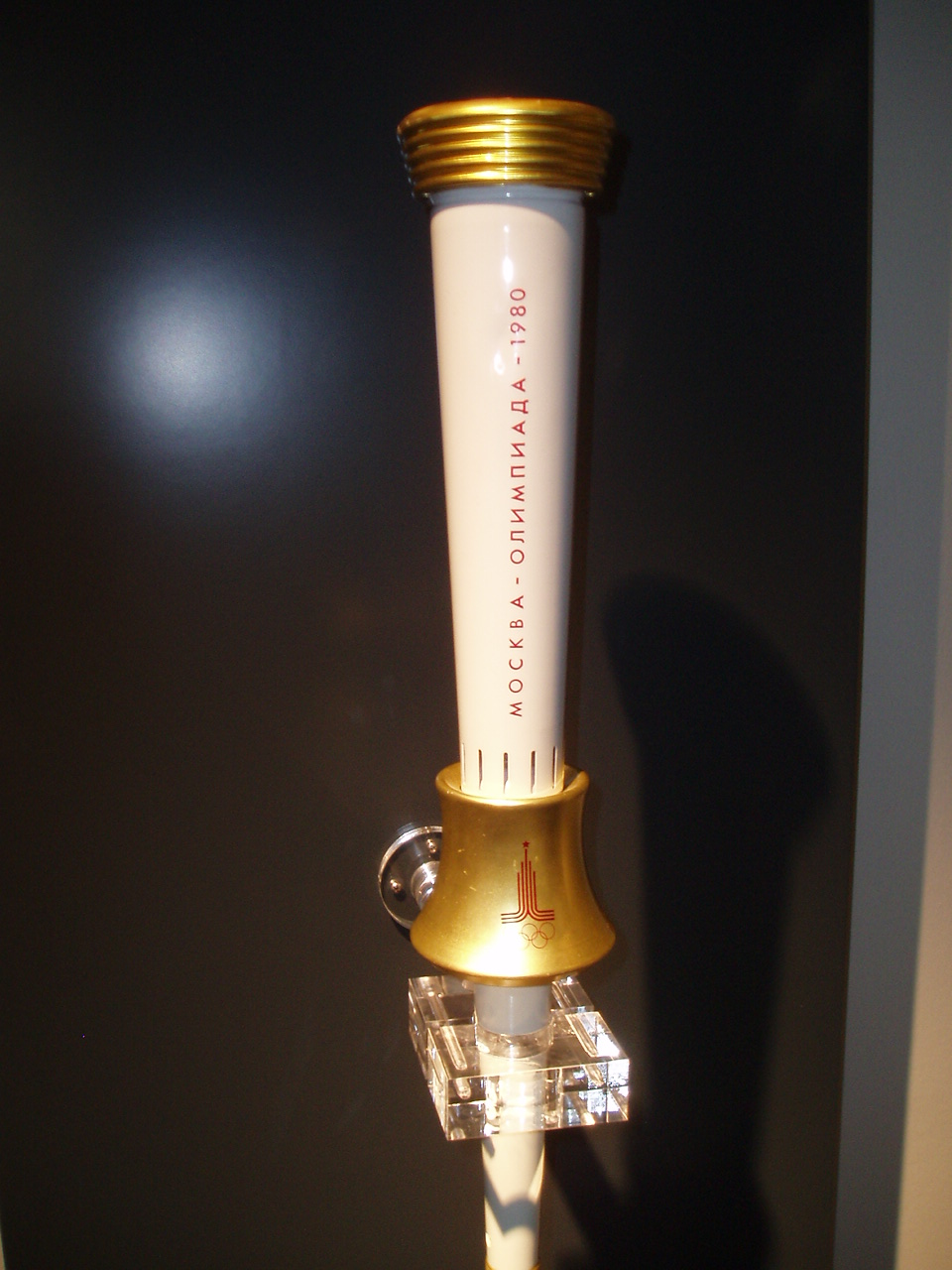
Факел эстафеты олимпийского огня московской Олимпиады

Эстафе́та Олимпи́йского огня́ ле́тних Олимпи́йских игр 1980 проходила с 19 июня (с момента обретения в греческой Олимпии Олимпийского огня XXII летних Олимпийских игр) по 19 июля 1980 года (до момента официальной церемонии открытия XXII Олимпийских игр). Олимпийский огонь является одним из символов и обязательным атрибутом любой олимпиады. Традиционно маршрут олимпийского огня начинается в столице первой олимпиады — греческой Олимпии. В ходе торжественной церемонии зажжения олимпийский огонь передаётся спортсменам-факелоносцам, которые по эстафете доставляют огонь в столицу очередных Олимпийских игр. 19 июля 1980 года олимпийский огонь был торжественно зажжён на Большой спортивной арене Центрального стадиона имени В. И. Ленина.

## Маршрут огня летней Олимпиады 1980
19 июня 1980 года, ровно за месяц до открытия Игр, олимпийский огонь по традиции был зажжён от линз параболического зеркала в греческой Олимпии, в церемонии зажжения огня участвовала драматическая актриса Марианна Мушули. Эстафета прошла по территории Греции, Болгарии, Румынии и СССР. Общая протяжённость эстафеты составила 4992 км, протяжённость этапа эстафеты:
- по территории Греции составила 1170 км (огонь пронесли через Олимпию, Афины, Дельфы, Ларису, Верию, Сере, Промахон);
- по территории Болгарии огонь преодолел 935 км (София, Пловдив, Шипка, Плевен);
- по территории Румынии огонь преодолел 593 км (Бухарест, Плоешти, Фокшаны, Яссы).

Затем 5 июля 1980 года в районе посёлка Леушены Молдавской ССР олимпийский огонь пересёк границу Советского Союза. По территории СССР огонь проделал путь в 2294 км:
- в Молдавской ССР огонь побывал в городах: Кишинёв, Бельцы, Единцы и других;
- в Украинской ССР маршрут олимпийского огня прошёл через Черновцы, Винницу, Житомир, Киев, Полтаву, Харьков;
- в РСФСР путь эстафеты лежал через Белгород, Орёл, Курск, Тулу, Чехов, Подольск. Москва встретила огонь 18 июля. Эстафета прошла с факелоносцами по Ленинскому проспекту, липовой аллее МГУ, смотровой площадке МГУ, территории ЦПКИО им.Горького, скверу Большого театра, по Кремлёвской набережной и по Новому Арбату - вплоть до Большой спортивной арены стадиона ''Лужники''.

1. 21 июня —  Афины (Греция)
2. 26 июня —  София (Болгария)
3. 1 июля —  Бухарест (Румыния)
4. 5 июля —  Леушены (Молдавская ССР), огонь пересёк границу СССР
5. 6 июля —  Кишинёв (Молдавская ССР)
6. 11 июля —  Киев (Украинская ССР)
7. 13 июля —  Харьков (Украинская ССР)[2]
8. 16 июля —  Тула (РСФСР)
9. 17 июля —  Подольск (РСФСР)
10. 18 июля —  Москва (РСФСР)

Этап эстафеты олимпийского огня по территории Москвы составил около 54 км. Факел эстафеты XXII летней Олимпиады встретили на развязке Минского и Можайского шоссе, затем огонь пронесли через Триумфальную арку на Кутузовском проспекте, на площади 50-летия Октября прошла торжественная церемония с участием представителей МОК, спортивных федераций, администрации Москвы. Ночь перед открытием Игр огонь провёл в здании Моссовета на улице Горького. В день открытия огонь пронесли по проспекту Маркса, Волхонке, Метростроевской улице, Комсомольскому проспекту, после чего факелоносцы направились в Лужники.

## Финиш эстафеты

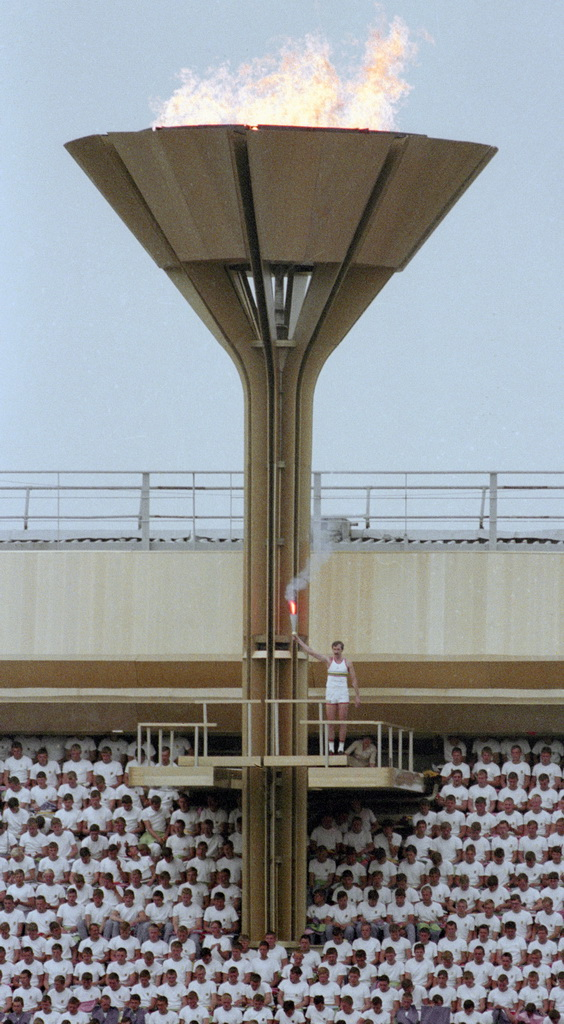
Сергей Белов зажигает огонь Олимпиады-80

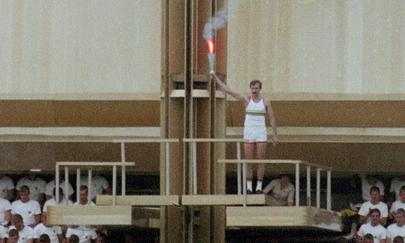
Сергей Белов зажигает огонь Олимпиады-80

Эстафета закончилась торжественной церемонией открытия летних Олимпийских игр 1980 в Москве на легкоатлетическом стадионе в Лужниках. Первым на стадионе в Лужниках появился трёхкратный олимпийский чемпион Виктор Санеев, который внёс на стадион факел с олимпийским огнём. Сделав круг по дорожке стадиона, он передал факел советскому баскетболисту, олимпийскому чемпиону-1972 Сергею Белову. Над рядами Восточной трибуны Большой спортивной арены Центрального стадиона имени В. И. Ленина возникла импровизированная дорожка из белоснежных щитов, по которой, подняв пылающий факел высоко над головой, пробежал Белов и зажёг чашу стадиона.

## Специальный автомобиль
Для сопровождения и обеспечения сохранности олимпийского огня на пути из Греции в Москву на заводе «РАФ» был создан специальный микроавтобус РАФ-2907. Так как этим машинам приходилось постоянно двигаться со скоростью бегуна, систему охлаждения пришлось доработать: были установлены радиаторы увеличенного объёма и дополнительные электрические вентиляторы системы охлаждения двигателя. В задней части микроавтобусов располагался изолированный отсек для хранения шести олимпийских факелов: три лампы горели постоянно, ещё три находились в резерве. Доступ к факелам осуществлялся как из салона, так и через заднюю дверь. В факельном отсеке, помимо газовых баллонов, питавших запасной огонь, имелись средства пожаротушения и принудительная вентиляция. В хорошо оборудованном салоне микроавтобуса со всеми удобствами работали два водителя и наблюдатель за огнём. В их распоряжении были два небольших дивана, стол с поворотным креслом, небольшой гардероб, холодильник и кондиционер.
Всего Рижской автобусной фабрикой было изготовлено 235 специальных автомобилей для проведения спортивных состязаний 1980 года. Кроме того, соревнования обслуживали многочисленные пассажирские микроавтобусы РАФ-2203, часть из которых отличалась специальной бело-синей окраской с символикой Олимпийских игр на бортах и капотах, а также машины скорой медицинской помощи РАФ-22031. Столь активное участие микроавтобусов нового поколения в проведении «Олимпиады-80» сыграло огромную роль в повышении престижа латвийской марки и с самой лучшей стороны зарекомендовало потребителям модель РАФ-2203.